# 比洛
比洛（Bilo 或 Falle）是埃塞俄比亞中部奧羅米亞州東沃萊加地區的小鎮，座標8°40′N 37°35′E / 8.667°N 37.583°E，海拔2,505米。根據埃塞俄比亞中央統計局2005年人口普查的資料，比洛的總人口約2,401人，其中男性1,108人，女性1,293人。